# Triffa Ágnes
Triffa Ágnes (Gyula, 1987. január 18. –) magyar válogatott kézilabdázó, kapus, jelenleg a Váci NKSE  játékosa.

## Pályafutása

### Klubcsapatokban
A Békéscsabai Előre NKSE csapatában kezdte pályafutását. A 2007–2008-as szezon előtt szerződött a Debrecenhez, majd 2009-ben három évre a szlovén Krim Ljubljanához írt alá. Bajnoki címet és kupagyőzelmet ünnepelhetett a szlovén csapattal, de egy szezont követően visszatért a DVSC-hez. Újabb két idényt töltött a civisvárosban, de 2011 decemberében szerződést bontott a klubbal. 2012 tavaszán a Szekszárdban védett, 2012 júniusában a Váci NKSE szerződtette.
2014 nyarán a Dunaújvárosi Kohász igazolta le. 2015 márciusában súlyos térdsérülést szenvedett az MTK ellen bajnokin. A 2015-16-os szezonban EHF-kupát nyert a Kohásszal. 2016 márciusában két évre aláírt nevelőegyesületéhez, a Békéscsabai Előréhez. A 2017-18-as idény előtt a Kisvárda kapusa lett, majd 2018 márciusában bejelentette, hogy a következő szezontól visszatér a Debreceni VSC-hez. 2018 novemberében ujjműtéten esett át. A 2020-2020-es idénytől újra a Váci NKSE játékosa.

### A válogatottban
2006. június 2-án, Argentína ellen mutatkozott be a magyar válogatottban. Részt vett a 2009-es, és vésztartalékként a 2013-as világbajnokságon. 2019 márciusában Janurik Kinga sérülése után Kim Rasmussen behívta a válogatott keretébe. Tagja volt a 2019-es világbajnokságon szereplő válogatottnak.

## Sikerei, díjai
- Magyar női NB I:
  - Második hely: 2010, 2011
- Magyar Kupa:
  - Ezüstérmes: 2011
  - Bronzérmes: 2008
- Szlovén bajnok: 2009
- Szlovén Kupa:
  - Győztes: 2009
- EHF-kupa
  - Győztes: 2016